# James Veitch (cabaretier)
James Veitch (Engeland, 1 april 1980) is een Engelse cabaretier en auteur. Veitch staat vooral bekend om zijn humoristische reacties op ongewenste e-mails (scambaiting), die hij deelde in zijn boek Dot Con en tijdens Ted Talks. In 2009 beschreef The Guardian hem als "ahead of the poetic curve" (Nederlands: vooruitlopend op de poëtische curve).

## Biografie
James Veitch werd geboren op 1 april 1980 in Engeland. Hij studeerde af aan het Sarah Lawrence College, een liberale kunstacademie in de Verenigde Staten. Vervolgens studeerde Veitch af aan de Universiteit van Aberdeen, een universiteit gevestigd in Schotland.
Veitch werkte als filmbewerker aan de korte documentaire genaamd Papa Joe, uit 2006. Vervolgens werkte hij als digitaal intermediair aan de film Middle of Nowhere uit 2008. In mei 2014 werd zijn eerste solo-komedieshow uitgebracht tijdens het kunstfestival Brighton Fringe, als onderdeel van de showcase van de kunstindustrie WINDOW. Veitch' show was getiteld "The Fundamental Interconnectedness of Everyone with a Internet Connection" (Nederlands: De fundamentele verbondenheid van iedereen met een internetverbinding). Ook was de show onderdeel van het Edinburgh Fringe festival in augustus 2014. De show ging over zijn humoristische reacties op ongewenste e-mails en de aard van het internet. De Schotse krant Sunday Herald beschreef de show als "Tears-down-the-face funny" (Nederlands: Tranen over je wangen zo grappig).
Veitch nam drie TED-gesprekken op in 2015 en 2016. Twee gaan over zijn reacties op scammails, de ander behandelt zijn correspondenties met de marketing-e-mails van een lokale supermarktketen. In 2016 presenteerde hij ook de videoserie "Scamalot" van  Mashable op YouTube. Verder verzorgde Veitch in 2017 en 2018 in totaal twee optredens in het praatprogramma Conan. In 2018 speelde hij op het Melbourne International Comedy Festival, in de aflevering "Allstars Supershow".
Van eind 2019 tot eind 2020 had Veitch een podcast op BBC Radio 4 genaamd "James Veitch's Contractual Obligation" (Nederlands: James Veitch' contractuele verplichting). In de show geeft hij onderzoeksjournalistiek een eigen draai.
Op 1 september 2020 werd Veitch het onderwerp van een tiental beschuldigingen van aanranding en verkrachting. In reactie op de beschuldigingen heeft HBO Max zijn comedyshow, James Veitch: Straight To VHS, voorlopig van haar streamingplatform gehaald. Ook heeft zijn talentenbureau WME hem laten gaan.

## Boek
- Dot Con: The Art of Scamming a Scammer (Quadrille Publishing: 2015)[19]